# Makroglobulinemia Waldenströma

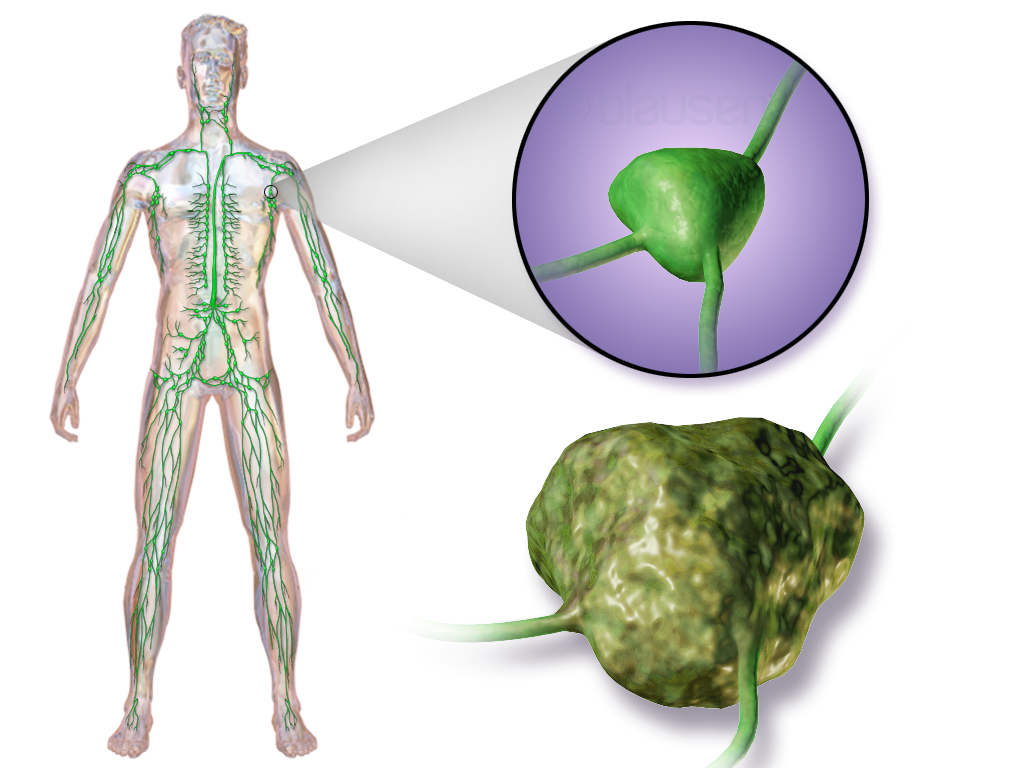
Chłoniak w węzłach chłonnych

Makroglobulinemia Waldenströma (ang. Waldenström's macroglobulinemia) – pierwotna makroglobulinemia, charakteryzująca się układowym rozrostem komórek limfoplazmocytowych wytwarzających immunoglobulinę o dużej masie cząsteczkowej w szpiku kostnym, węzłach chłonnych i w śledzionie. Choroba klasyfikowana jako chłoniak nieziarniczy, określana jest jako chłoniak limfoplazmocytowy z dojrzałych komórek B. Produkowane białko wykrywane jest we krwi jako białko monoklonalne klasy IgM. Chorobę jako pierwszy opisał w 1944 roku szwedzki internista Jan Gösta Waldenström.

## Epidemiologia
Makroglobulinemia Waldenströma jest rzadką chorobą, o zapadalności rocznej szacowanej na 2:1 000 000 u kobiet i 3:1 000 000 u mężczyzn. Mediana wieku w momencie rozpoznania przypada na 60-65 lat.

## Etiologia
Etiologia makroglobulinemii Waldenströma nie jest znana. Rodzinne występowanie choroby u bliźniąt sugeruje udział czynników genetycznych w patogenezie choroby. Choroba częściej dotyka chorych z wirusowym zapaleniem wątroby C i po ekspozycji na promieniowanie jonizujące. Blisko 50% pacjentów z WM ma delecję długiego ramienia chromosomu 6. Czynnikiem predysponującym jest poprzedzająca MGUS.

## Objawy i przebieg
Na obraz kliniczny choroby składają się:
- osłabienie, męczliwość, nawracające krwawienia z nosa
- objawy zespołu nadmiernej lepkości
- gorączka, poty nocne, spadek masy ciała
- bóle kostne (rzadko)
- objawy neurologiczne: obwodowa, symetryczna neuropatia czuciowo-ruchowa (parestezje, osłabienie siły mięśniowej, bardziej wyrażone w kończynach dolnych, zaburzenia widzenia, objaw Raynauda, bóle i zawroty głowy)
- nawracające zakażenia
- limfadenopatia
- hepatomegalia lub splenomegalia
- zmiany na dnie oka
- skaza krwotoczna.

## Typy
- typ limfoplazmocytowy
- typ limfoplazmocytoidalny
- typ polimorficzny

## Rozpoznanie
Rozpoznanie stawiane jest na podstawie:
- obecności białka monoklonalnego IgM w surowicy
- stwierdzenia nacieczenia szpiku małymi limfocytami różnicującymi się w kierunku plazmocytów
- immunofenotypem komórek: IgM+, CD5±, CD10-, CD19+, CD20+, CD23-, bez CD138.

## Różnicowanie
- szpiczak plazmocytowy
- przewlekła białaczka limfatyczna
- łagodna gammapatia monoklonalna IgM

## Leczenie
Wskazaniem do leczenia cytostatycznego jest wystąpienie objawów klinicznych choroby: objawów ogólnych, niedokrwistości, objawowej organomegalii, polineuropatii, zespołu nadlepkości.
- Leki alkilujące, analogi nukleozydów i rytuksymab są lekami pierwszego rzutu w leczeniu makroglobulinemii Waldenströma. Skuteczne są również kladrybina i fludarabina. Łączenie leków alkilujących, analogów nukleozydów i rytuksymabu powinno być oparte na wynikach aktualnych badań klinicznych. Rytuksymab u części pacjentów może powodować działania niepożądane, takie jak wzrost stężenia IgM i lepkości surowicy. W nawrotach choroby zaleca się stosowanie alternatywnych leków pierwszego rzutu lub ponowne zastosowanie tego samego leku.
- Autogeniczny przeszczep komórek macierzystych szpiku kostnego również może odgrywać znaczącą rolę w leczeniu nawrotów.
- W nawrotach u pacjentów nietolerujących leczenia mielotoksycznego do rozważenia (pozostawia się możliwości lecznicze) – talidomid lub talidomid z deksametazonem.
- U pacjentów nie idących na leczenie lub z nawrotami można rozważyć autogeniczny przeszczep komórek pnia. Przeszczep allogeniczny powinno się przeprowadzać jedynie w warunkach badania klinicznego.
- Plazmafereza powinna być leczeniem tymczasowym, do momentu włączenia leczenie ostatecznego.
- Kortykosteroidy mogą być skuteczne w objawowej mieszanej krioglobulinemii.
- Splenektomia stosowana jest rzadko, ale zalecana jest w leczeniu bolesnej splenomegalii i hipersplenizmu.